# Orzo

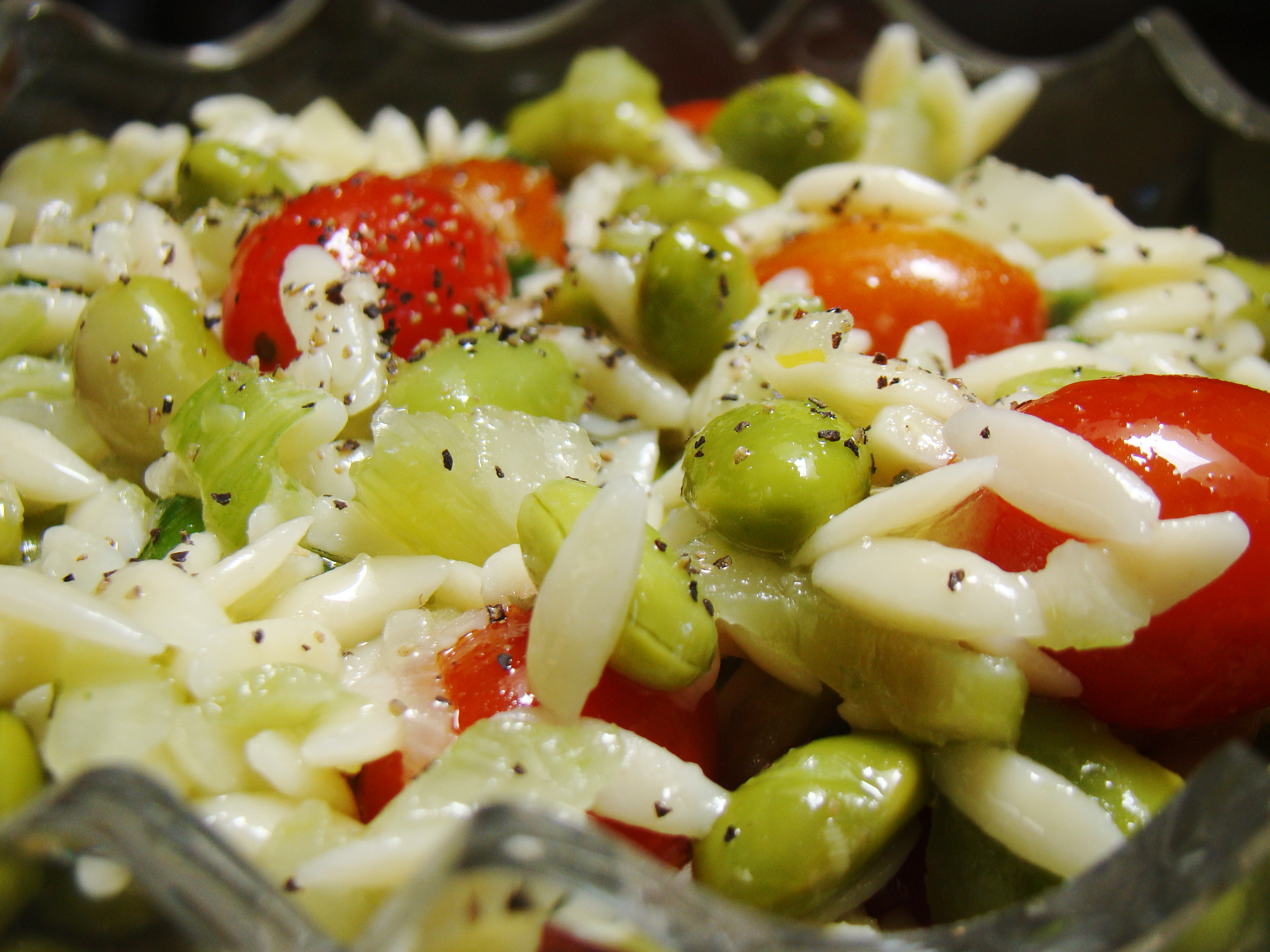
Orzo verwerkt in een salade

Orzo (Italiaans voor gerst, ook wel risoni) is een gedroogde pastasoort. De vorm en grootte is vergelijkbaar met een rijstkorrel. Orzo gebruikt men in soep, als deel van een salade of pilav, of gebakken in een braadpan. Het wordt ook wel gebruikt als substituut voor de rijst in risotto (zoals fideus de rijst in paella kan vervangen).
Met orzo vergelijkbare deegwaren zien we terug in veel landen rondom de Middellandse zee. In de Israëlische keuken kent men פתיתים (ptitim, vlokken), in Griekenland κριθαράκι (kritharáki), arpa şehriye in Turkije. Ook de Arabische keuken kent het product.